# Elena Marchisotto
Elena Anne Corie Marchisotto (née en 1945) est une mathématicienne et historienne des mathématiques américaine. Elle est professeure émérite de mathématiques à l'université d'État de Californie à Northridge.

## Formation et carrière
Elena Marchisotto fait ses études au Manhattanville College (en), qu'elle termine en 1967, puis elle obtient une maîtrise à l'université d'État de Californie à Northridge en 1977. Elle soutient une thèse de doctorat, intitulée The contributions of Mario Pieri to mathematics and mathematics education, dirigée par Kenneth P. Goldberg et Anneli Cahn Lax en 1990 à l'université de New York.  
Elle enseigne à Northridge de 1983 jusqu'à sa retraite académique et elle y dirige notamment le programme de mathématiques de développement. Elle est depuis professeure émérite.

## Activités de recherche et éditoriales
Elena Marchisotto est coauteure, avec James T. Smith, d'un essai sur le mathématicien italien Mario Pieri, intitulé The legacy of Mario Pieri in geometry and arithmetic en 2007.  
Elle est coauteure en 1995 d'une réédition de The Mathematical Experience, ouvrage initialement publié par Philip J. Davis et Reuben Hersh en 1981, qu'elle a utilisé pour son enseignement au début des années 1980. Elle participe également à la traduction anglaise d'une histoire des mathématiques d'Umberto Bottazzini, Hilbert's Flute: The History of Modern Mathematics, avec Bottazzini et Patricia Miller, en 2016.
Elle travaille également sur l'intégration des fonctions réciproques.

## Publications
- Topics in Intermediate Algebra, Wiley, 1987 (ISBN 978-0471830054)
- Developmental Mathematics: Arithmetic, Algebra, and Measurement Geometry, Wiley, 1987, 838 p. (ISBN 978-0471830108)
- avec Zalman Usiskin, Anthony Peressini et Dick Stanley, Mathematics for High School Teachers: An Advanced Perspective, Upper Saddle River, NJ, Prentice Hall, 2003, 596 p. (ISBN 0-13-044941-5, lire en ligne)[8].